# Cecelj
Cecelj (kiselica, lat. Oxalis), veliki biljni rod dvosupnica iz porodice ceceljevki (Oxalidaceae), red ceceljolike (Oxalidales). Vrste roda cecelja, ima ih preko 520 vrsta, su jednogodišnje raslinje, trajnice, polugrmovi i vazdazeleni grmovi rašireni širom svijeta, osim polarnih krajeva.
Latinsko ime roda dolazi od grčke riječi oxys (oštar, kiseo), zbog okusa listova bogatih oksalnom kiselinom. Kod šumskog cecelja jestivi su mladi listovi i peteljke.
U Hrvatskoj je poznato nekoliko vrsta, među kojima šumski cecelj, rožičasti cecelj, europski cecelj (Oxalis dillenii), cecelj žuti, priklonjeni cecelj, četverolisni cecelj i još neki.

## Opis
Oxalis je rod malih zeljastih biljaka iz obitelji Oxalidaceae, koji obuhvaća oko 850 vrsta, porijeklom prvenstveno iz južne Afrike te tropske i Južne Amerike. Nekoliko južnoameričkih vrsta ima jestive gomolje ili korijenje, ali većina članova roda poznati su kao vrtni ukrasi. Naziv potječe od grčke riječi oxalis ("kiselina") jer biljke imaju kiselkast okus. “Obična kiselica” ili kiseli cecelj (O. acetosella) istočne Sjeverne Amerike i Velike Britanije mala je biljka bez stabljike s trodijelnim listovima poput djeteline. Listovi izviru iz puzavog, ljuskastog podanka, a cvjetovi se nalaze pojedinačno na stabljici koja izvire iz pazušca lista. Cvjetovi imaju pet bijelih latica s ljubičastim žilama. Plod je čahura koja se otvara pomoću zalistaka. Sjemenke imaju mesnat omotač, koji se elastično uvija unatrag, izbacujući pravo sjeme. Listići se, kao i kod drugih vrsta roda, presavijaju i spuštaju noću. Osim kiselice, u Sjevernoj Americi postoji još oko 20 drugih vrsta, među kojima su “žuta kiselica” (O. stricta), iz istočnih Sjedinjenih Država i Kanade, sa žutim cvjetovima; “ljubičasta kiselica” (O. violacea), iz istočnih Sjedinjenih Država, s ružičastoljubičastim cvjetovima; “sekvojska kiselica” (O. oregana), obalnog pojasa sekvoja od Kalifornije do Oregona, s ružičastim do bijelim cvjetovima; i O. cernua, poznat kao “bermudski ljutić”, s upečatljivim žutim cvjetovima, porijeklom iz južne Afrike i naturaliziran na Floridi i Bermudama. Još jedna vrsta sa žutim cvjetovima je korovska, “puzavi oksalis” (O. corniculata). I O. stricta i O. corniculata široko su naturalizirane u Starom svijetu. Jestivi su gomolji O. tuberosa, “oca” iz Južne Amerike, i korijenje O. deppei, lukovičaste meksičke vrste.

## Vrste
Vidi Popis vrsta roda Oxalis